# Poldercomplex
Poldercomplex este o arie protejată (arie specială de conservare — SAC, sit de importanță comunitară — SCI, arie de protecție specială avifaunistică — SPA) din Belgia întinsă pe o suprafață de 9.766 ha, integral pe uscat.

## Localizare
Centrul sitului Poldercomplex este situat la coordonatele 51°15′00″N 3°13′00″E / 51.25°N 3.2167°E.

## Înființare
Situl Poldercomplex a fost declarat arie de protecție specială avifaunistică în octombrie 1988 pentru a proteja 16 specii de animale. Alte tipuri de protecție:
- sit de importanță comunitară (în ianuarie 1900)
- arie specială de conservare (în ianuarie 1900)[1][2]

## Biodiversitate
Situată în ecoregiunea atlantică, aria protejată nu include niciun habitat protejat.
La baza desemnării sitului se află mai multe specii protejate de  păsări (16): pescăruș albastru (Alcedo atthis), rață sulițar (Anas acuta), rață lingurar (Anas clypeata), rață fluierătoare (Anas penelope), gârliță mare (Anser albifrons), gâscă cu cioc scurt (Anser brachyrhynchus), erete de stuf (Circus aeruginosus), erete vânăt (Circus cyaneus), egretă albă (Egretta alba), piciorong (Himantopus himantopus), gușă albastră (Luscinia svecica), culic mare (Numenius arquata), bătăuș (Philomachus pugnax), ploier auriu (Pluvialis apricaria), cresteț pestriț (Porzana porzana), ciocântors (Recurvirostra avosetta).